# مصطفی پوردهقان اردکان
مصطفی پوردهقان اردکان (زاده ۷ مرداد ۱۳۶۱، اردکان) نمایندهٔ دورهٔ دوازدهم مجلس شورای اسلامی از حوزه انتخابیه اردکان در استان یزد است که با کسب ۱۲۲۷۱ رای به مجلس شورای اسلامی راه پیدا کرد.
وی پیش تر شهردار شهر اردکان و فرماندار شهرستان اردکان بود.